# Transilvanian Hunger
Transilvanian Hunger is het vierde album van de Noorse blackmetalband Darkthrone. Het is het eerste album dat niet opgenomen is met gitarist Zephyrous. Het album werd uitgebracht in 1994. De band beweerde dat dit album ietwat ongebruikelijk was voor Darkthrone, het tempo ligt hoger dan voorafgaande albums en de riffs zijn van melodieuzer aard.
De titel Transilvanian Hunger is een referentie naar het shirt dat de zanger Dead (Per Yngve Ohlin) van de black metalband Mayhem droeg tijdens zijn zelfmoord. Op dit T-shirt stond namelijk 'I ♥ Transylvania'.
In de oorspronkelijke uitgave bevatte de cover van het album de tekst Norsk Arisk Black Metal (Noorse Arische Black Metal), maar vanwege negatieve reacties van vele distributiekantoren over de hele wereld is deze tekst in latere uitgaven verwijderd. Het album was tevens controversieel vanwege de tekst in het drukwerk, "Wij willen hierbij duidelijk maken dat dit album boven alle kritiek staat. Mocht dit album door iemand bekritiseerd worden, dan moet deze persoon grondig op zijn vingers worden getikt voor zijn overduidelijk Joodse gedrag."
Het album kreeg gemengde reacties van black-metalfans. Transilvanian Hunger was volgens sommige fans vanwege de productie Darkthrones slechtste album, andere fans daarentegen beschouwen de riffs en zang van Nocturno Culto als de beste die de band tot nu toe opnam en waardeerden het album voor de grove productie. Deze fans waren in het bijzonder te spreken over het gedempte geluid van de drums, die volgens hen toevoegden aan het hypnotiserende karakter van het album en zij beschouwen Transilvanian Hunger als het ultieme Darkthrone album (sommigen gingen zelfs zo ver het album te bestempelen als het beste black metal album ooit en als ijkpunt voor hoe 'echte' black metal moet klinken).

## Tracklist
1. "Transilvanian Hunger" – 6:10
2. "Over fjell og gjennom torner" – 2:29
3. "Skald av Satans sol" – 4:29
4. "Slottet i det fjerne" – 4:45
5. "Graven tåkeheimens saler" – 4:59
6. "I en hall med flesk og mjød" – 5:13
7. "As Flittermice as Satans Spys"– 5:56
8. "En as i dype skogen" – 5:03

## Credits
- Fenriz – drums, gitaar, basgitaar
- Nocturno Culto – zang
- Varg Vikernes – Songteksten voor tracks 5,6,7 en 8